# Taking 5
Taking 5 é um filme norte-americano, do gênero comédia, produzido em 2007, sob a direção de Andrew Waller com roteiro de Shauna Cross e estrelado por Daniella Monet e Alona Tal com participação da boy band The Click Five.

## Enredo
A história fala sobre duas amigas, Gabby (Daniella Monet) e Devon (Alona Tal) que são fanáticas pela boy band "5 Leo Rise" (The Click Five). Shift (uma bebida energética) vai patrocinar um show dos "5 Leo Rise" para a escola que juntar maior número de rótulos da embalagem da bebida. Com isso, Devon e Gabby se apressam em juntar os rótulos, prometendo a toda a escola trazer os "5 Leo Rise". Mas todos os rótulos que elas juntaram são queimados em um incêndio causado acidentalmente por uma das garotas. Como não querem passar a ser as garotas mais odiadas do colégio, sequestram os meninos da banda, cumprindo a sua missão.

## Elenco
| Personagens       | Atores                 |
| ----------------- | ---------------------- |
| Devon Thompson    | Alona Tal              |
| Gabby Davis       | Daniella Monet         |
| Ritchie           | Eric Dill              |
| Danielle Thompson | Christy Carlson Romano |
| Mason             | Joey Zehr              |
| Scooter           | Ben Romans             |
| Lincoln           | Marcus T. Paulk        |
| Mark              | Bart Johnson           |